# غريغ فراي
غريغ فراي (بالإنجليزية: Greg Frey)‏ هو مدرب رياضي أمريكي، ولد في 29 يناير 1968 في سينسيناتي في الولايات المتحدة.